# 六陈镇
六陈镇，是中华人民共和国广西壮族自治区贵港市平南县下辖的一个乡镇级行政单位。

## 行政区划
六陈镇下辖以下地区：
六陈社区、新塘村、古和村、寻社村、黄花村、龙凤村、合水村、周隆村、邦机村、新贵村、新百村、登塘村、大妙村、大冲村、上龙村、金龙村、尚梅村、安乐村和旺冲村。